# Генрі Дик
Генрі Дик (англ. Henry Dyck, 5 вересня 1911, Саскатун — 15 листопада 1993) — канадський хокеїст, що грав на позиції центрального нападника, крайнього нападника.

## Ігрова кар'єра
Хокейну кар'єру розпочав 1932 року виступами за команду «Саскатун Кресентс».
Усю професійну клубну ігрову кар'єру, що тривала 13 років, провів, захищаючи кольори команди різноманітних нижчих ліг Північної Америки.
Загалом провів 1 матч у НХЛ у складі «Нью-Йорк Рейнджерс».

## Статистика
| Сезон        | Клуб                    | Ліга         | Регулярний сезон | Регулярний сезон | Регулярний сезон | Регулярний сезон | Регулярний сезон | Плей-оф | Плей-оф | Плей-оф | Плей-оф | Плей-оф |
| Сезон        | Клуб                    | Ліга         | І                | Г                | П                | О                | ШХ               | І       | Г       | П       | О       | ШХ      |
| ------------ | ----------------------- | ------------ | ---------------- | ---------------- | ---------------- | ---------------- | ---------------- | ------- | ------- | ------- | ------- | ------- |
| 1932-33      | «Саскатун Кресентс»     | ЗКХЛ         | 0                | 23               | 12               | 35               | 18               | —       | —       | —       | —       | —       |
| 1933-34      | «Сіетл Сігокс»          | ПЗХЛ         | 34               | 11               | 9                | 20               | 24               | —       | —       | —       | —       | —       |
| 1934-35      | «Ванкувер Лайонс»       | ПЗХЛ         | 32               | 11               | 8                | 19               | 20               | —       | —       | —       | —       | —       |
| 1935-36      | «Ванкувер-Едмонтон»     | ПЗХЛ         | 0                | 17               | 6                | 23               | 8                | —       | —       | —       | —       | —       |
| 1936-37      | «Портленд»              | ТХЛ          | 0                | 2                | 0                | 2                | 2                | —       | —       | —       | —       | —       |
| 1937-38      | «Талса Ойлерс»          | АХА          | 43               | 10               | 20               | 30               | 22               | —       | —       | —       | —       | —       |
| 1938-39      | «Талса Ойлерс»          | АХА          | 48               | 16               | 18               | 34               | 31               | —       | —       | —       | —       | —       |
| 1939-40      | «Канзас-Сіті Грейхаунд» | АХА          | 39               | 14               | 16               | 30               | 19               | —       | —       | —       | —       | —       |
| 1940-41      | «Канзас-Сіті Американс» | АХА          | 5                | 0                | 1                | 1                | 0                | —       | —       | —       | —       | —       |
| 1941-42      | «Джонстаун Блю Бердс»   | СХЛ          | 58               | 46               | 40               | 86               | 0                | —       | —       | —       | —       | —       |
| 1942-43      | «Бостон Олімпікс»       | СХЛ          | 1                | 1                | 0                | 1                | 0                | —       | —       | —       | —       | —       |
| 1942-43      | Вашингтон-Баффало       | АХЛ          | 33               | 4                | 11               | 15               | 4                | —       | —       | —       | —       | —       |
| 1943-44      | «Нью-Йорк Рейнджерс»    | НХЛ          | 1                | 0                | 0                | 0                | 0                | —       | —       | —       | —       | —       |
| Усього в НХЛ | Усього в НХЛ            | Усього в НХЛ | 1                | 0                | 0                | 0                | 0                | —       | —       | —       | —       | —       |